# Аскасо Будриа, Хоакин
Хоакин Аскасо Будриа (исп. Joaquín Ascaso Budría; 1906, Сарагоса, Арагон — март 1977, Каракас) — испанский анархо-синдикалист, президент Регионального Совета по Обороне Арагона (1936—1937 г.).

## Биография
Родился в 5 июня 1906 г. в испанском городе Сарагоса (район Торреро). Его братьями являются испанские анархо-синдикалисты Франсиско Аскасо и Доминго Аскасо. Закончил начальную школу и в 14 лет пошел работать каменщиком.
В 17 лет вступил в CNT. Однако из-за своей анархистской деятельности в 1924 году, он был арестован, после чего он бежал во Францию до установления Второй Испанской республики, находясь под сильным влиянием восстания в Хаке.
В мае 1936 года прибывает в Сарагосу, где представляет Строительный союз на Конгрессе CNT в Сарагосе. Начало гражданской войны в Испании застало его в Барселоне, и в контексте испанской революции 1936 года он уехал на Арагонский фронт. После прибытия Хоакин вступил в колонну Дуррути, а затем 25 июля в колонну Ортиса . Он получил официальное назначение главой регионального совета обороны Арагона 19 января 1937 года. Его штаб-квартира находилась во Фраге. Оттуда под его непосредственным контролем ввели в эксплуатацию разные отделы и службы региона, а в той же Фраге — нормативный бюллетень. Во время своего пребывания в должности Аскасо выступал в Арагоне практически как независимый правитель центрального правительства, что вызвало немалые пренебрежительные отношения между Аскасо и республиканскими властями.
Нахождение на должности главы Арагона длилось не долго. Декрет от 10 августа 1937 года провозгласил роспуск Регионального Совета по обороне Арагона под предлогом, что тот был вне течения централизации. После роспуска совета Хоакина обвинили в «краже и последующей продаже драгоценностей», целью которой было стремление найти средства для развития коммун. И уже 19 августа он был арестован. 7 сентября 1937 г. уехал во Францию через Андорру с Антонио Ортисом. Оттуда он улетел в Уругвай, через Чили и Парагвай окончательно обосновался в Венесуэле.
Находясь в Венесуэле, он сформировал анархистскую группу Fuerza nica в 1960-х вместе с Антонио Ортисом и другими либертарианскими членами в изгнании.
В марте 1977 г. в Каракасе Хоакин Аскасо Будриа умер в возрасте 70 лет.

## Воспоминания
- Joaquín Ascaso Budria — «Memorias, 1936—1938»